# Viện công nghệ

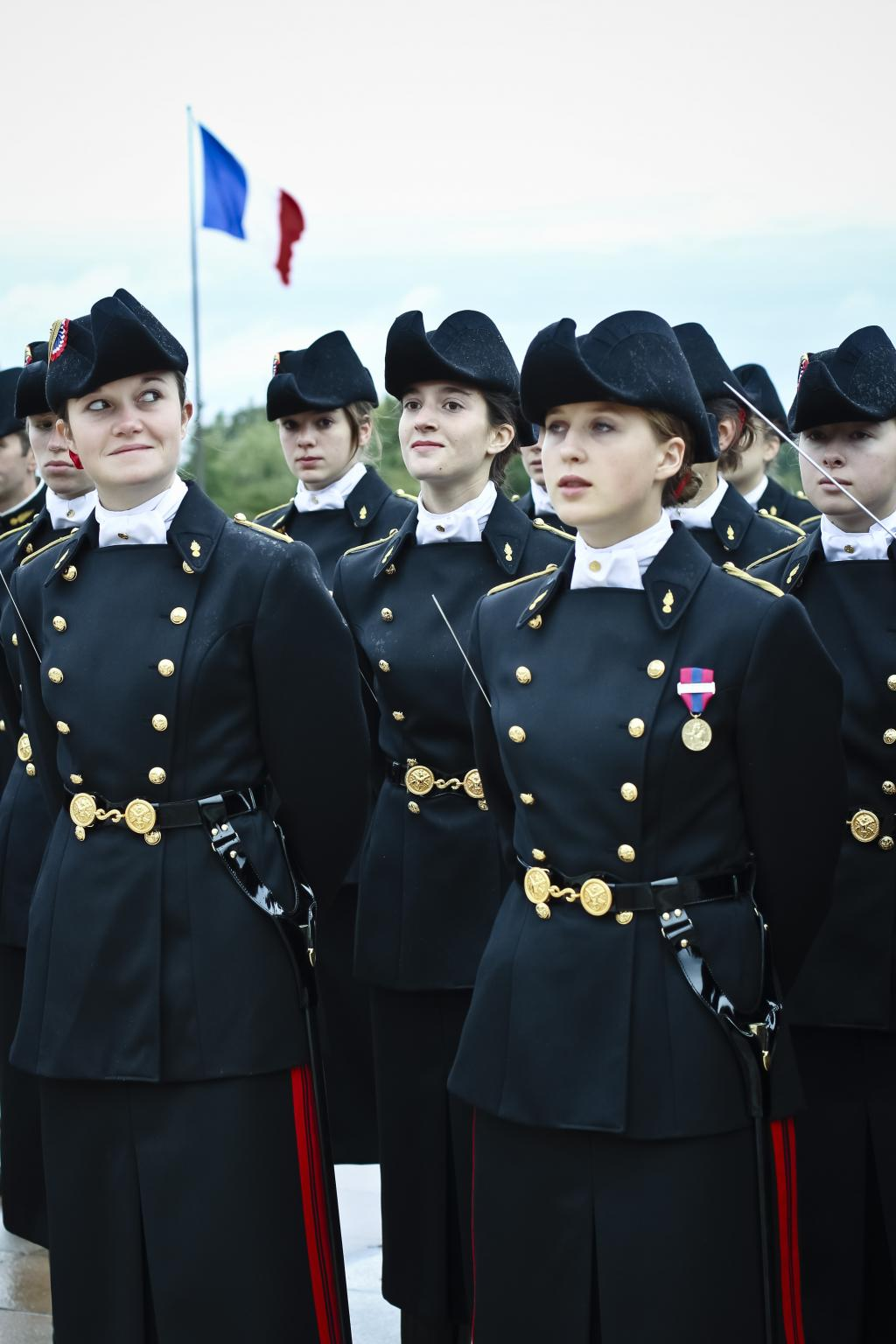
Sinh viên École Polytechnique, Paris, Pháp, trong đồng phục của trường.

Viện Công nghệ (tiếng Anh: institute of technology) hay trường bách khoa (polytechnic) là một loại cơ sở giáo dục trao nhiều bằng cấp khác nhau và thường ở những bậc học khác nhau trong hệ thống giáo dục. Nó có thể là một cơ sở giáo dục đại học và cơ sở nghiên cứu khoa học và kỹ thuật cao cấp hay một cơ sở giáo dục huấn nghệ chuyên nghiệp, chuyên về khoa học, kỹ thuật, và công nghệ, hay những lĩnh vực kỹ thuật khác nhau. Nó còn có thể chỉ một trường trung học chuyên về đào tạo nghề.
Thuật ngữ tiếng Anh polytechnic xuất hiện vào đầu thế kỷ 19, bắt nguồn từ École Polytechnique (Trường Bách khoa Paris) của Pháp, một trường kỹ thuật (engineering school) thành lập năm 1794 ở Paris. Từ tiếng Pháp polytechnique có nguồn gốc từ tiếng Hy Lạp πολύ (polú hay polý) có nghĩa là "nhiều" và τεχνικός (tekhnikós) có nghĩa là "kỹ thuật". Trong tiếng Anh, hai thuật ngữ institute of technology và polytechnic có nghĩa tương tự nhau, nhưng ở mỗi nước thì một trong hai thuật ngữ có thể được dùng thông dụng hơn.
Một số tên gọi khác: viện đại học bách khoa (polytechnic university), viện đại học kỹ thuật (technical university), trường đại học bách khoa (polytechnic), trường đại học kỹ thuật (college of engineering), trường đại học công nghệ (college of technology), viện đại học công nghệ (university of technology), viện kỹ thuật (technical institute), v.v...

## Viện công nghệ và trường bách khoa ở một số nước
Canada

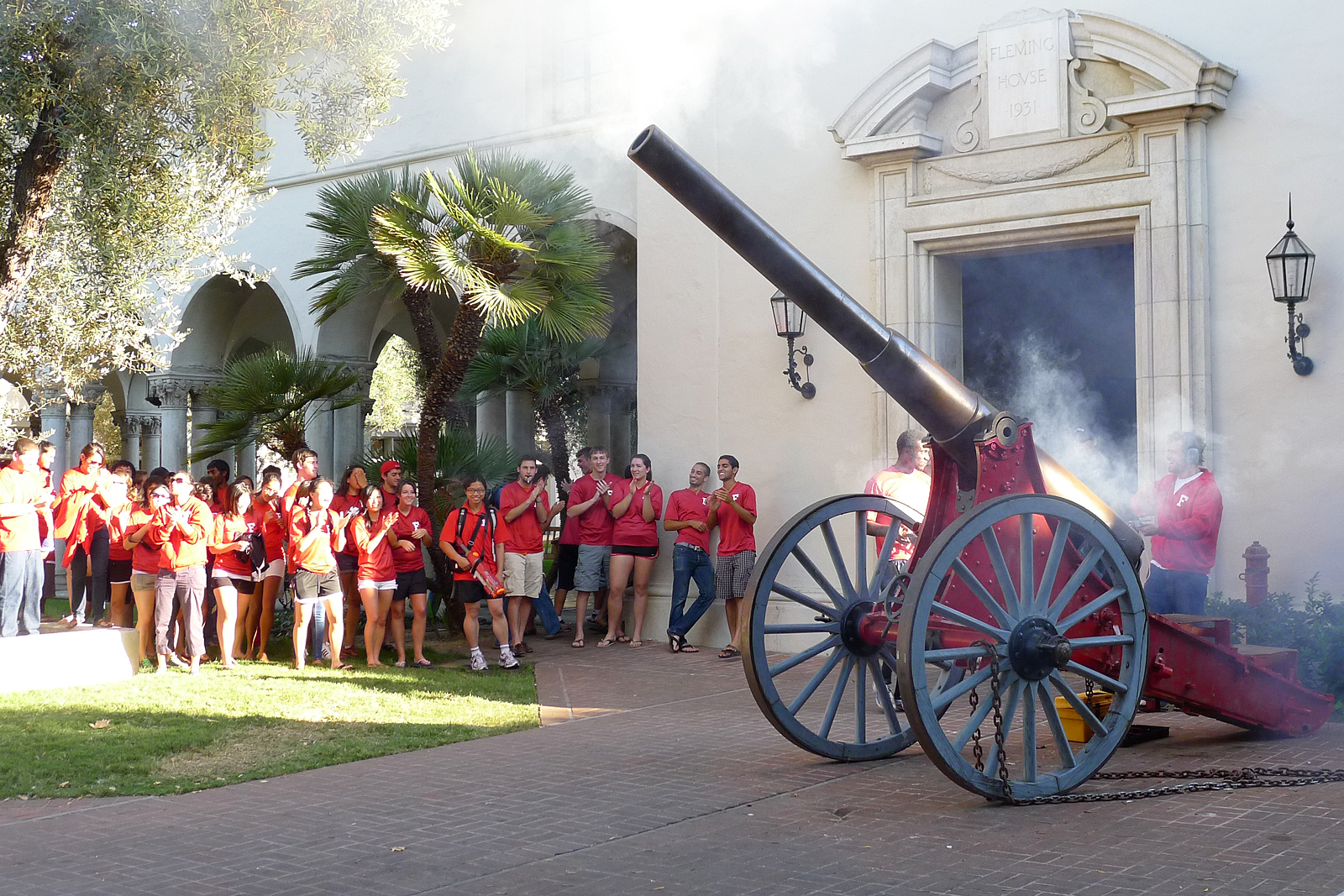
Sinh viên Viện Công nghệ California, Hoa Kỳ.

- Trường Bách khoa Montréal (École polytechnique de Montréal)

Hoa Kỳ
- Viện Công nghệ California (California Institute of Technology, hay Caltech)
- Viện Công nghệ Massachusetts (Massachusetts Institute of Technology hay MIT)

Pháp
- Trường Bách khoa Paris (École polytechnique)
- Trường Bách khoa nữ (École polytechnique féminine)
- Viện Bách khoa Quốc gia ở Grenoble (Institut national polytechnique de Grenoble hay INPG)
- Viện Bách khoa Quốc gia ở Lorraine (Institut National Polytechnique de Lorraine tại Nancy hay INPL)
- Viện Bách khoa Quốc gia ở Toulouse (Institut National Polytechnique de Toulouse hay INPT)

Thái Lan
- Viện Công nghệ châu Á (Asian Institute of Technology, hay AIT)

Thụy Sĩ
- Trường Bách khoa Liên bang Lausanne (École polytechnique fédérale de Lausanne hay EPFL)
- Trường Bách khoa Liên bang Zurich (École polytechnique fédérale de Zurich hay ETHZ)

Việt Nam
Các cơ sở tồn tại độc lập:
- Viện Đại học Bách khoa Thủ Đức: theo mô hình polytechnic university của Hoa Kỳ.
- Đại học Bách khoa Hà Nội
- Học viện Kỹ thuật Quân sự

Các trường thành viên thuộc "đại học":
- Trường Đại học Công nghệ, Đại học Quốc gia Hà Nội
- Trường Đại học Bách khoa, Đại học Quốc gia Thành phố Hồ Chí Minh
- Trường Đại học Bách khoa, Đại học Đà Nẵng
- Trường Đại học Kỹ thuật Công nghiệp, Đại học Thái Nguyên